# Ivana Projkovska
Ivana Projkovska (mazedonisch Ивана Пројковска, * 11. März 1986) ist eine nordmazedonische Fußballschiedsrichterin.

## Karriere
Seit 2012 steht sie auf der Liste der FIFA-Schiedsrichter und leitet internationale Fußballspiele.
In der Saison 2017/18 leitete Projkovska erstmals ein Spiel in der Women’s Champions League. Zudem pfiff sie bereits Partien in der EM-Qualifikation für die Europameisterschaft 2022 in England, in der europäischen WM-Qualifikation für die Weltmeisterschaft 2019 in Frankreich und die Weltmeisterschaft 2023 in Australien und Neuseeland sowie Freundschaftsspiele. Bei der Europameisterschaft 2022 wurde Projkovska als Unterstützungsschiedsrichterin eingesetzt.
Zudem war sie bei der U-17-Europameisterschaft 2015 in Island, bei der U-19-Europameisterschaft 2016 in der Slowakei und bei der U-19-Europameisterschaft 2019 in Schottland im Einsatz. Bei Letzterer leitete sie das Finale zwischen Frankreich und Deutschland (2:1). Zudem wurde sie für die U-20-Weltmeisterschaft 2024 in Kolumbien nominiert.